# Hertha Koenig
Hertha Koenig (* 24. Oktober 1884 auf Gut Böckel, Bieren; † 12. Oktober 1976 ebenda) war eine deutsche Schriftstellerin, Lyrikerin, Mäzenin, Kunstsammlerin und Salonnière.

## Leben

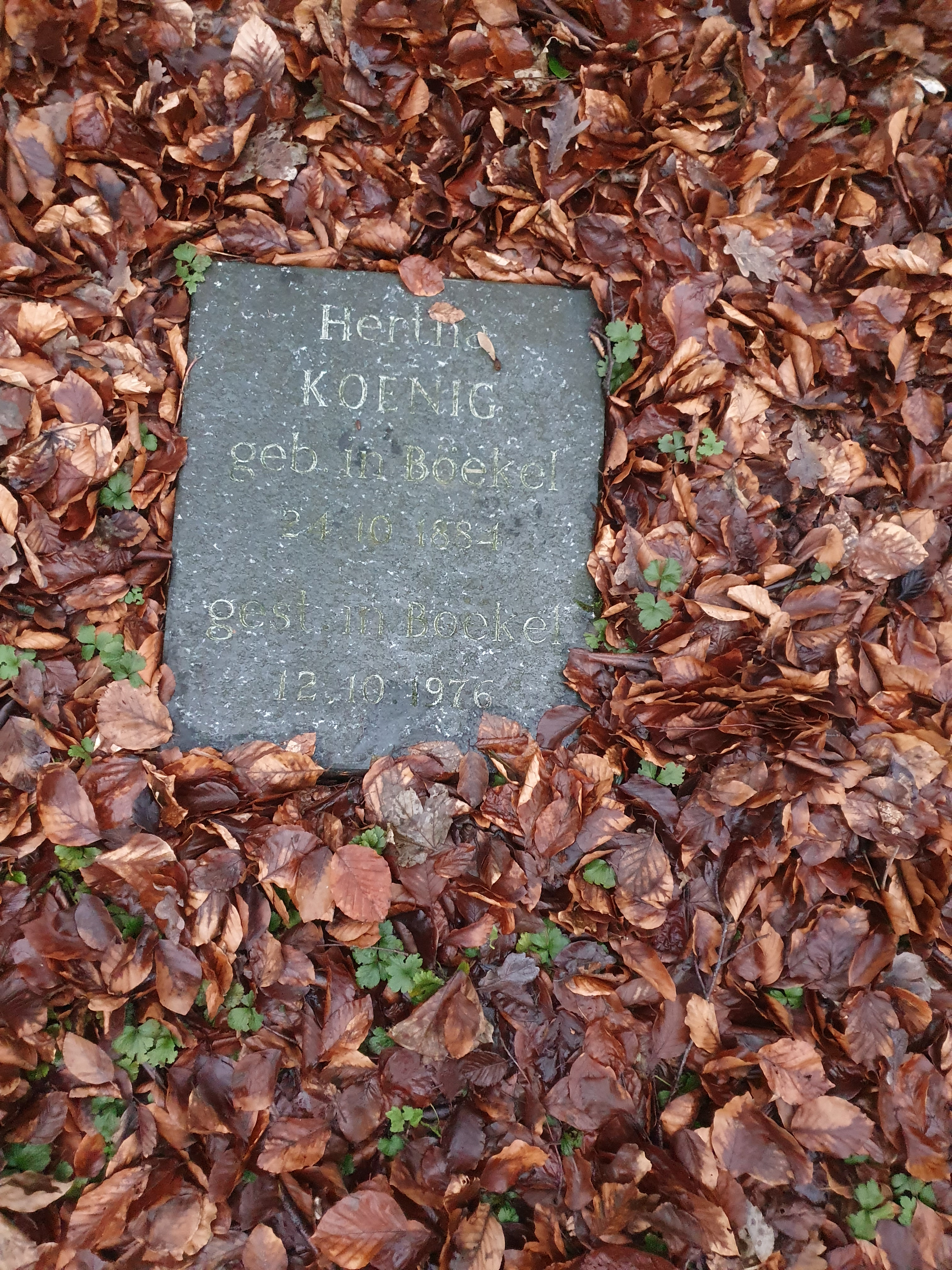
Grabplatte, Erbbegräbnis der Familie Koenig im Vossholz

Hertha Koenig war die Tochter des Gutsbesitzers Carl Koenig (Bruder des Zoologen Alexander Koenig). Sie erhielt ab 1894 Privatunterricht; ab 1898 besuchte sie eine Höhere Töchterschule in Bonn. Von 1901 bis 1903 absolvierte sie eine Ausbildung zur Krankenschwester. 1904 unternahm sie nach dem Tod des Großvaters Leopold Koenig, der als Zuckerfabrikant in Russland gelebt hatte, mit der Mutter eine Russlandreise. Von 1905 bis 1921 lebte sie zeitweise in München. Während dieser Zeit, in der sie begann, eigene Gedichte zu veröffentlichen, war sie Gastgeberin eines literarischen Salons, in dem bedeutende Schriftsteller und bildende Künstler der Zeit verkehrten. 1906 reiste sie mit der Mutter nach Italien. Von 1910 bis 1913 war sie mit dem Literaturwissenschaftler Roman Woerner verheiratet; das Ehepaar lebte in Freiburg/Breisgau. Ab 1914 arbeitete Koenig als Krankenschwester im Freiburger Diakonissenhaus. Im Mai des gleichen Jahres besuchte sie während eines Parisaufenthalts Pablo Picasso, von dem sie bereits früher einige Bilder erworben hatte. Ab 1915 verband sie eine Freundschaft mit Rainer Maria Rilke. Während des Ersten Weltkriegs hatte sie Kontakt zu Münchner und Berliner Künstlerkreisen, darunter auch Oskar Maria Graf; einzelne Künstler waren auch zu Gast auf Gut Böckel.
Nach dem Ende des Ersten Weltkriegs unterstützte Hertha Koenig verschiedene Siedlungsprojekte. Von 1921 bis 1931 lebte sie auf dem Einödhof Aich im oberbayerischen Prutting. Nach dem Tod ihres Vaters übernahm sie 1927 die Verwaltung der landwirtschaftlichen Güter Böckel und Waghorst, die zusammen über 500 Hektar umfassten. Auf Gut Böckel, das auch als Veranstaltungsort privater kultureller Veranstaltungen diente, entstand eine umfangreiche Kunstsammlung, die neben drei Gemälden von Picasso auch Werke von Hodler, Nolde und Klee umfasste. Während des Dritten Reiches musste Koenig sich wiederholt staatlicher Versuche erwehren, ihre Güter zwangszuenteignen.
Nach dem Zweiten Weltkrieg pflegte Hertha Koenig Bekanntschaften und Briefwechsel mit zahlreichen prominenten Persönlichkeiten, unter anderem mit Carl Jacob Burckhardt, Martin Heidegger und Theodor Heuss. Obwohl sie zeitweise unter Depressionen litt, war sie bis ins hohe Alter literarisch aktiv.
Ihr Nachlass liegt heute im Deutschen Literaturarchiv Marbach. 1994 kam es auf Gut Böckel zur Gründung der Hertha-Koenig-Gesellschaft, die sich der Pflege von Werk und Nachlass der Autorin widmet. 2004 wurde erstmals, anlässlich des 120. Geburtstages der Schriftstellerin, der Hertha Koenig-Literaturpreis verliehen.
Hertha Koenigs Werk umfasst Lyrik, Romane, Erzählungen und Erinnerungen. Im hohen Alter verfasste sie noch den Roman Der Fährenschreiber von Libau sowie das eindringliche Porträt Rilkes Mutter.

## Werke
Bücher:
- Sonnenuhr. Gedichte. München 1910.
- Emilie Reinbeck. Roman. Berlin 1913.
- Die kleine und die große Liebe. Roman. Berlin 1917.
- Sonette. Leipzig, 1917.
- Blumen. Gedichte. Leipzig 1919.
- Die Letzten. Prosa. Berlin 1920.
- Die alte Stadt. Gedichte. Berlin 1925.
- Alles ist Anfang geworden. Gedichte. Iserlohn 1946.
- An Jedermann. Essay. Lingen-Ems 1950.
- Rilkes Mutter. Erinnerungen. Pfullingen 1963.
- Der Fährenschreiber von Libau. Roman. Pfullingen 1964.

Postum:
- Erinnerungen an Rainer Maria Rilke. Rilkes Mutter. Bielefeld 1992, 2002.
- Der Fährenschreiber von Libau. Roman. Bielefeld 1993.
- Frühling im Herbst. Ausgewählte Gedichte 1910–1946. Bielefeld 1999, 2004.
- Die kleine und die große Liebe. Roman. Bielefeld 2001.
- Die Letzten / An Jedermann. Doppelband. Bielefeld 2001.
- Die lippische Rose. Roman aus dem Nachlass. Bielefeld 2003.
- Hinter den Kulissen eines Lebens. Erinnerungen. Bielefeld 2004.
- Neue Gedichte. Mit Zeichnungen von Heinrich Vogeler. Bielefeld 2007.
- Der Zuckerkönig. Roman. Bielefeld 2012 (ursprünglich veröffentlicht als: Der Fährenschreiber von Libau).

Hörbücher:
- Frühling im Herbst. Gelesen von Therese Berger. Bielefeld 2000.
- Rilkes Mutter. Gelesen von Therese Berger. Bielefeld 2007.